# Acraea angustifasciata
Acraea angustifasciata är en fjärilsart som beskrevs av Le Doux 1922. Acraea angustifasciata ingår i släktet Acraea och familjen praktfjärilar. Inga underarter finns listade i Catalogue of Life.